# Conrad Gozzo
Conrad Gozzo (New Britain (Connecticut), 6 de febrero de 1922 - Burbank (California), 8 de octubre de 1964) fue un trompetista estadounidense de jazz.
Buen lector y solvente instrumentista, en 1938 empieza a trabajar en las grandes big bands, comenzando por las de Isham Jones (1938), Claude Thornhill (1941-1942) y Benny Goodman (1943). Durante la Segunda Guerra Mundial, forma parte de una orquesta militar a cuyo frente estaba Artie Shaw. Después (1945-1946) forma parte de los primeros herds de Woody Herman, y de muchas otras formaciones, hasta organizar su propia big band, en 1955. 
Durante varios años, ganó los polls de mejor trompetista de la revista "Down Beat", y grabó con Shorty Rogers, Stan Kenton y Nelson Riddle. Falleció de un ataque al corazón, en 1964.